# アムリットサル事件

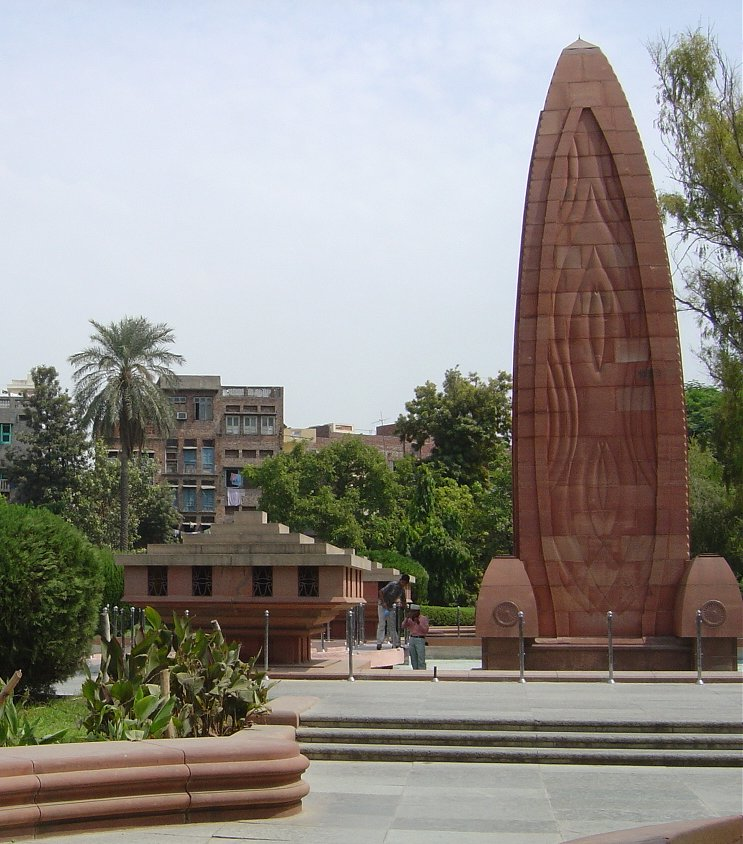
アムリットサル虐殺事件現場の慰霊碑

アムリットサル事件（アムリットサルじけん、Amritsar Massacre）は、1919年4月13日、インドのパンジャーブ地方アムリットサル（シク教の聖地）で非武装のインド人市民に対して、イギリス人のレジナルド・ダイヤー准将率いるグルカ族およびイスラム教徒からなる英印軍部隊が無差別射撃した虐殺事件。市民はスワデーシー（自分の国の意で国産品愛用）の要求と、ローラット法発布に対する抗議のために集まっていた。アムリットサル虐殺事件、事件の起きた市内の地名をとってジャリヤーンワーラー・バーグ事件（Jallianwala Bagh massacre）とも呼ばれる。

## 背景
イギリスは東インド会社を介して、植民地支配を広げ徐々にインドに進出。17世紀末までには、ポルトガルやオランダを圧倒するまでになった。1757年のプラッシーの戦いでもフランスに打ち勝ち、支配規模を拡大。マラーター戦争やシク戦争を通じて、藩王（マハーラージャ）やシク教徒の力を削ぐことにも成功した。セイロン島もオランダより奪い、ウィーン会議で承認を取り付け、勢力の衰えたムガル帝国を脅かすまでになる。
1857年には、東インド会社で雇っていたインド人兵（セポイ）による反乱（インド大反乱）が勃発。ムガル皇帝バハードゥル・シャー2世を擁立し、その勢いは全インドに波及した。しかし、反乱軍側の統一がなされておらず、東インド会社により鎮圧される。この反乱により、東インド会社は解散。ムガル皇帝のビルマへの追放により帝国も滅亡し、当時、王位にあったヴィクトリア女王がインド女帝を兼任することにより、イギリス政府による全インドの直接統治が始まったのである。

## 事件概要
1917年の英国インド相エドウィン・モンタギューが行った戦後自治の約束（インドの自治を漸進的に実現していくという内容）は形式だけの自治を認めるインド統治法の発布に終わり、1919年3月にはローラット法（インド政庁発布の、破壊活動容疑者に対する令状なしの逮捕、裁判ぬきの投獄を認めた法規）が発布された。
4月に入ると、アムリットサル市を中心としてパンジャーブ州(過激派テロ組織「ガダル党」の根拠地でもある)では大暴動が発生し、銀行、駅、電話局、教会などが暴徒に襲われ、十数人のイギリス人が殺害されたため、治安部隊が投入され、集会の禁止が通達された。集会の禁止が通達されたものの、4月13日には2人の民族指導者の逮捕に抗議する非武装1万2千人の集会がアムリットサル市で行われた。
女性や子供も参加し、非武装で暴力的行為も無かったこの集会の参加者に対してイギリス人のレジナルド・ダイヤー准将率いるグルカ兵からなるイギリス領インド帝国軍一個小隊が乗り込み、いきなり参加者に対する発砲を始めた。さらに避難する人々の背中に向けて10分から15分に渡って弾丸が尽きるまで銃撃を続け、1,500名以上の死傷者を出した。この後、戒厳令が発令され、暴動は一気に収束したが、この弾圧によってインドの反英運動は激化することになった。
目撃者であるギルダリ・ラルは、陳述において以下のように語っている。
「私は演説者が誰であるかを見る為に、シーター・ラーム氏から双眼鏡を受け取った。見えたのは、パンディト・ドゥルガー・ダースであった。私がこのことをシーター・ラーム氏に説明していると銃を持ったグルカ人兵士がクィーン・スタチューの傍から広場に闖入し来たり、ハンスリ-ゴールデン・テンプル池に注ぐ掘割の前に控えたジャリヤーンワーラー・バーグにある丘にはいった時に左の方へ二列に展開した。遠くから判断したところでは、全部で四五十人ぐらいであった。直ちに射撃の命令が下された。解散の警告は全然与えられなかった。レヒル及びプロマー両氏を入れて五六人のイギリス士官及び警察官以下土人の制服及び私服の警官が数名いたようであった。その中には、ジャワーハル・ラール監査官もいたように思った。射撃は少しも止まずに、少なくとも十五六分間は絶え間なく続いた。私はその場に数百人の人々が斃れたのを目撃した。バグには一万二千人ないし一万五千人の人々が集まっていたが、その中にはバイサクヒの市を見るためにアムリトサルにやってきた田舎の人達が多数交じっていた。速射砲も使用されたる。最悪のことは、人々が逃げ抜けようとした門に向かって銃火が浴びせられたことであった。全部で四つか五つの小さな出口があったが、銃弾はこれらの門に向かって文字通り雨のように降りそそがれた。銃弾はまた集会の真っ只中にも射込こまれた。真ともに射撃された広場の隅々では、至るところで人々は積み重なって斃れた。多数の人々が逃げ惑う群衆の下敷きにされて命をおとした。血の海が一面に広がった。射撃が止むと直ちに軍隊と士官連は全部一斉に退去した。当局は死傷者に何らの手当も加えなかった。私はレヒル氏とジャワーハル・ラール氏とが射撃を終わりまで見るに堪えないで、広場から立ち去ったという話を後で聞いた。」

## 事件後
事件は8ヶ月の間、世界の耳目から隠されていた。1920年5月26日、インド軍務大臣から総督宛に出された公文には、この間の事情が次のように採録されていた。
「ジャリアンヴァール・バグにおける群衆に対しては、解散の警告は何ら与えられなかった。しかるに、ダイヤー准将は、その部隊を展開して、直ちに発砲の命令を与え、広場内の密集した群衆-かれらは約五千人と見積もっているに対して弾薬のつきるまで、約十分間にわたって狙撃を継続せしめた。発射された銃弾は千六百五十発であった。それによって生じた死者は三千七十九名と計画されている。負傷者の数は、正確には判明しなかったが、ハンター委員会は恐らく死者の三倍に上ったものと推定している。」
また、西部のアーメダバッドについても、人は次のようにのべていた。
「アーメダバッドにおいては、武器を持たない二十八名のインド人が殺され、百二十五名が傷つけられた。ラホールにおいては、六千人の群集に射撃が加えられたが、テロルは更に農村まで及んだ。装甲列車が到着して「何のことはない、ただ印象を与えるために」村落の中や群集の間に機関銃の射撃を加えた。爆弾や機関銃は飛行機上からも使用され、事実一飛行士の如きは、クハルサ高等学校を爆破した。ダイヤー准将の恥知らずな「匍匐命令」（一定の街路を通行するインド人はすべて手足ではいゆくべしという命令）だけは、釈明を事とした多数派報告書の支持を憚り、彼はその地位を奪われたが、しかしインド人によってテロ政策の責任者と目されたサー・マイケル・オドワヤー（パンジャーブ副総督）および総督チェルムスフォード卿は、責任を問われることはなく、かえって賞賛されるほどであった。」
パンジャーブ地方はこののち戒厳令が敷かれたが、すでに1919年4月6日にマハトマ・ガンディーによって始められていた非暴力抵抗運動（サティヤーグラハ）は、この事件を契機にして大きく進展することとなった。サティヤーグラハの運動理念は、のちにガンディーがインド独立運動を指導する際にも引き継がれた。
ダイヤー准将の行動は、イギリス政府からも厳しく非難され、大佐に降格の上に罷免された。だが、上院の保守派がかばったことと、本人の健康状態の悪化によって訴追されることはなかった（ダイヤーは1927年に死去しているが、健康状態が悪化していたからこそ、悪役を押し付けられたのだともいわれている）。1940年3月13日、サー・マイケル・オドワヤーは、事件の生存者によってロンドンで射殺された。

## 現代の状況
2013年2月20日、デービッド・キャメロンはイギリスの首相として初めて、事件の現場に訪れ、訪問者名簿に「これはイギリスの歴史上非常に恥ずべき事件だ」と書き込み、遺憾の意を表明。しかし、明確に謝罪をしなかった為に批判されている。